# Cyclophorus angustatus
Cyclophorus angustatus là một loài dương xỉ trong họ Polypodiaceae. Loài này được Desv. mô tả khoa học đầu tiên.
Danh pháp khoa học của loài này chưa được làm sáng tỏ. 